# Gornji Vukojevac
Gornji Vukojevac est un village de la municipalité de Lekenik (comitat de Sisak-Moslavina) en Croatie. Au recensement de 2011, le village comptait 67 habitants.